# Metroroma
Metroroma S.p.A. era una azienda italiana che svolgeva attività di progettazione, realizzazione e gestione di opere ferroviarie metropolitane ed extra-urbane e di infrastrutture stradali. Era parte del gruppo IRI-Italstat-Italgenco.

## Storia
Metroroma nasce l'11 agosto 1955. Il 9 dicembre 1968 ricevette l'incarico di procedere alla costruzione della Linea A della Metropolitana di Roma e lo appalta a un consorzio denominato Intermetro S.p.A. formato da Metroroma stessa, Italstat, Società Italiana per Condotte d'Acqua, IMI, Breda Costruzioni Ferroviarie, Fiat Ferroviaria, Fiat Impresit, Firema Trasporti, Ansaldo.
Intermetro costruì nel 1983 anche il ramo Nord della Linea B della Metropolitana di Roma e il prolungamento della Linea A. Negli stessi anni prende parte a un consorzio formato da Techint, Metroroma, Ansaldo, Breda Costruzioni Ferroviarie, Lombardia Risorse, Ferrovie Nord Milano e Sotecni per la realizzazione dell Metropolitana di Buenos Aires. Vince nel 1981 il primo lotto del bando Enel per la costruzione di una galleria di 9 km funzionale al raddoppio della Centrale idroelettrica di San Giacomo in provincia di Teramo.
Nel 1991 realizzò opere civili per un totale di 64 miliardi di lire sulla tratta ferroviaria Roma-Napoli. Nello stesso anno presentò a Stretto di Messina S.p.A. un progetto per la realizzazione di un ponte sommerso come collegamento viario tra Sicilia e Calabria.
Nel 1995 viene acquisita da Società Italiana per Condotte d'Acqua (IRI-Iritecna, poi Fintecna). Il 3 settembre 1997 diventa Veneta Infrastrutture.